# Vernon Morgan
Vernon Eversfield Morgan (* 2. Mai 1904 in Bucklow Hill, Cheshire; † 23. Oktober 1992 in Wisborough Green, West Sussex) war ein britischer Hindernisläufer und Journalist.
Bei den Olympischen Spielen 1928 schied er über 3000 m Hindernis im Vorlauf aus, und bei den British Empire Games 1930 in Hamilton gewann er für England startend über zwei Meilen Hindernis Bronze.
Später wurde er Sportredakteur der Nachrichtenagentur Reuters.

## Persönliche Bestzeiten
- 1500 m: 4:01,6 min, 4. September 1927, Hannover
- 1 Meile: 4:16,4 min, 8. September 1929, Durban
- 3000 m Hindernis: 10:30,1 min, 6. Juli 1929, London